# 西宮市立樋ノ口小学校
西宮市立樋ノ口小学校（にしのみやしりつ ひのくちしょうがっこう）は、兵庫県西宮市樋ノ口町にある公立小学校。
2013年（平成25年）5月1日現在の児童数は908名である。

## 沿革
- 1973年（昭和48年）4月1日 - 西宮市立樋ノ口小学校開校。
- 1973年（昭和48年）6月13日 - 開講式を挙行し、この日を創立記念日とする。
- 1973年（昭和48年）9月13日 - 校章制定。
- 1973年（昭和48年）10月8日 - 第一回運動会を実施する。「樋ノ口子どもの歌」始唱。
- 1977年（昭和52年）2月 - 樋ノ口小学校校歌完成。

## 進路状況
ほとんどの児童は西宮市立甲武中学校、西宮市立瓦木中学校へ進学するが、国私立中学校へ進学する児童もいる。

## 通学区域が隣接している学校
- 西宮市立段上小学校
- 西宮市立段上西小学校
- 西宮市立甲東小学校
- 西宮市立高木北小学校
- 西宮市立高木小学校
- 西宮市立瓦林小学校
- 尼崎市立武庫小学校